# 沅陵戰鬥
沅陵戰鬥是一場於1934年12月7日在中國湖南發生的戰鬥，是國共內戰前期的主要戰鬥之一。交戰一方為中華民國國民革命軍，另一方則為中國共產黨所領導的中國工農紅軍。